# Faustin Birindwa

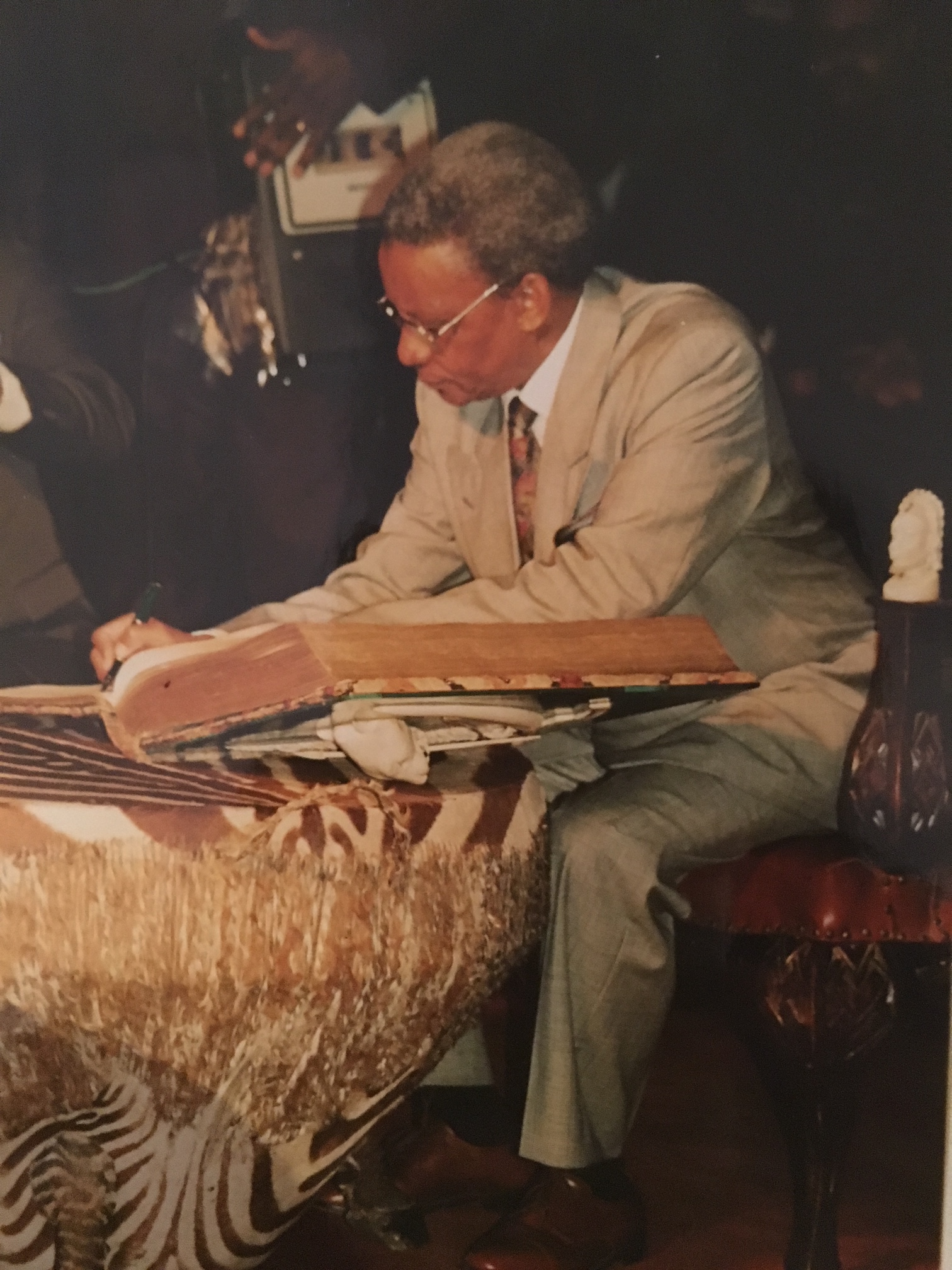
Faustin Birindwa

Faustin Birindwa (1940 - 29 april 1999) was een Zaïrees politicus. Als technocraat was hij een van de oprichters van de UDPS-partij en werd hij benoemd tot minister van Financiën in de eerste regering van UDPS, onder leiding van Etienne Tshisekedi.

## Achtergrond
Hij werd minister van Financiën in augustus 1992. Nadat Tshisekedi was ontslagen door President Mobutu Sese Seko, werd Birindwa op 18 maart 1993 premier als lid van de UDPS-krachten Forces Politiques du Conclave.
Als Premier probeerde Birindwa de economische crisis aan te pakken. Hij kondigde monetaire hervormingen aan en voerde in september 1993 een nieuwe munteenheid in. Desondanks werd de inflatie tegen het einde van het jaar geschat op 90 procent. In 1994, na een beslissing van de Haut Conseil de la République/Parlement de Transition, trad Birindwa af als Eerste staatscommissaris. Hij werd opgevolgd door Kengo Wa Dondo, wiens verkiezing in juni 1994 omstreden was onder de oppositie. Birindwa stierf op 29 april 1999 in Italië.
Mpinga Kasenda · 
André Bo-Boliko Lokonga · 
Jean Nguza Karl-i-Bond · 
N'Singa Udjuu · 
Léon Kengo Wa Dondo · 
Mabi Mulumba · 
Jules-Fontaine Sambwa Pida Nbagui ·
Lunda Bululu ·
Crispin Mulumba Lukoji · 
Étienne Tshisekedi · 
Bernardin Mungul Diaka · 
Faustin Birindwa · 
Norbert Likulia Bolongo